# دسته‌بندی نرم‌افزار
دسته‌بندی‌های نرم‌افزار گروهی از نرم‌افزارها هستند. که آنها به نرم‌افزار اجازه می‌دهند به جای ویژگی‌های هر بسته، بر اساس آن دسته‌بندی‌ها درک شوند. طرح‌های طبقه‌بندی مختلف را از جنبه‌های مختلف نرم‌افزار در نظر می‌گیرند.

## نرم‌افزار کامپیوتر
نرم‌افزارهای رایانه‌ای را می‌توان بر اساس عملکرد، نوع یا زمینه استفاده مشترک به دسته‌هایی تقسیم کرد. سه طبقه‌بندی کلی وجود دارد:
- نرم‌افزار کاربردی نام عمومی برنامه‌های کامپیوتری برای انجام وظایف است. نرم‌افزار کاربردی ممکن است همه منظوره باشد (پردازش کلمه، مرورگرهای وب و غیره) یا هدف خاصی (حسابداری، زمان‌بندی کامیون و غیره) داشته باشند. نرم‌افزارهای کاربردی با نرم‌افزارهای سیستمی در تضاد هستند.
- نرم‌افزار سیستمی یک اصطلاح عمومی است که به برنامه‌های کامپیوتری مورد استفاده برای راه اندازی و اجرای سیستم‌های کامپیوتری از جمله نرم‌افزارهای کاربردی و شبکه‌های مختلف اشاره دارد.
- ابزارهای برنامه‌نویسی کامپیوتر، مانند کامپایلرها و لینک کننده‌ها، برای ترجمه و ترکیب کد منبع برنامه کامپیوتری و کتابخانه‌ها در رم‌های اجرایی استفاده می‌شوند. (برنامه‌هایی که به یکی از سه مورد گفته شده تعلق دارند)

### وضعیت حق چاپ
پروژه گنو نرم‌افزار را بر اساس وضعیت حق چاپ طبقه‌بندی می‌کند: نرم‌افزار آزاد، نرم‌افزار منبع باز، نرم‌افزار مالکیت عمومی، نرم‌افزار کپی‌لفت، نرم‌افزار آزاد غیرکپی‌لفت، نرم‌افزار دارای مجوز ضعیف، نرم‌افزار تحت پوشش GPL، سیستم عامل گنو، برنامه‌های گنو، نرم‌افزار گنو، FSF - نرم‌افزار گنو دارای حق چاپ، نرم‌افزار غیرآزاد، نرم‌افزار اختصاصی، نرم‌افزار رایگان، نرم‌افزار اشتراک گذاری، نرم‌افزار خصوصی و نرم افزار تجاری.

#### نرم‌افزار رایگان
نرم‌افزار رایگان نرم‌افزاری است که برای استفاده، کپی و توزیع، کلمه به کلمه یا با تغییرات، به صورت رایگان یا با هزینه برای هر کسی اجازه استفاده داده می‌شود. به ویژه، این بدان معنی است که کد منبع باید در دسترس باشد. «اگر منبع نیست، نرم‌افزار نیست.» اگر برنامه ای رایگان باشد، می‌توان آن را به‌طور بالقوه در یک سیستم عامل رایگان مانند گنو یا نسخه‌های رایگان سیستم لینوکس گنجاند.
نرم‌افزار رایگان به معنای آزاد بودن مجوز حق چاپ (و پروژه گنو) است نه قیمت خریداری آن. اما شرکت‌های نرم‌افزاری اختصاصی معمولاً از اصطلاح «نرم‌افزار رایگان» برای اشاره به قیمت استفاده می‌کنند. این بدان معناست که یک نسخه باینری را می‌توان بدون پرداخت هزینه دریافت کرد. گاهی این به این معنی است که یک نسخه به همراه یک رایانه برای فروش بدون هزینه اضافی همراه است.

#### نرم‌افزار متن باز
نرم‌افزار منبع باز نرم‌افزاری است که کد منبع آن تحت یک مجوز خاص در اختیار دارندگان مجوز آن قرار می‌گیرد. می‌توان از آن برای هر هدفی استفاده و منتشر کرد، کد منبع باز است و می‌توان آن را در صورت نیاز تغییر داد. یکی از شرط‌های این نوع نرم‌افزار این است که وقتی تغییرات ایجاد می‌شود، کاربران باید این تغییرات را به دیگران اطلاع دهند. یکی از ویژگی‌های کلیدی نرم‌افزار منبع باز این است که مالکیت معنوی مشترک همه توسعه دهندگان و کاربران محفوظ است. سیستم عامل لینوکس یکی از شناخته شده‌ترین نمونه‌های مجموعه نرم‌افزارهای متن باز است.

#### نرم‌افزار کپی لفت
نرم‌افزار Copylefted نرم‌افزار رایگانی است که شرایط توزیع آن تضمین می‌کند که همه نسخه‌های همه نسخه‌ها کمابیش شرایط توزیع مشابهی دارند. به عنوان مثال، این به این معنی است که مجوزهای کپی لفت عموماً به دیگران اجازه نمی‌دهند که نیازمندی‌های اضافی را به نرم‌افزار اضافه کنند (اگرچه می‌توان به مجموعه محدودی از الزامات اضافه شده ایمن، اجازه داد) و اینکار نیاز به در دسترس قرار دادن کد منبع دارد. این امر از برنامه و نسخه‌های اصلاح شده آن در برابر برخی از روش‌های متداول اختصاصی کردن برنامه حفاظت می‌کند.
همچنین برخی از مجوزهای کپی لفت ابزارهای متداول اختصاصی کردن نرم‌افزار را مسدود می‌کنند.
کپی لفت یک مفهوم کلی است. کپی کردن یک برنامه به مجموعه خاصی از شرایط توزیع نیاز دارد. مجوزهای مختلف کپی لفت معمولاً به دلیل شرایط مختلف «ناسازگار» هستند.
ادغام کد با استفاده از یک مجوز با کد استفاده شده از مجوز متفاوت غیرقانونی است. اگر هر دو نرم‌افزار از یک مجوز یکسان استفاده کنند، معمولاً قابل ادغام هستند.

#### نرم‌افزار رایگان بدون کپی لفت
نرم‌افزار رایگان بدون کپی‌لفت از نویسنده با اجازه توزیع مجدد و اصلاح و افزودن محدودیت‌های مجوز به‌وجود می‌آید.
اگر برنامه‌ای رایگان باشد اما کپی‌لفت نشده باشد، ممکن است برخی از کپی‌ها یا نسخه‌های اصلاح‌شده رایگان نباشند. یک شرکت نرم‌افزاری می‌تواند برنامه را با یا بدون تغییرات کامپایل کرده و فایل اجرایی را به عنوان یک محصول نرم‌افزاری اختصاصی توزیع کند. سیستم پنجره X این رویکرد را نشان می‌دهد. کنسرسیوم X X11 را با شرایط توزیع منتشر می‌کند که آن را نرم‌افزار رایگان غیر کپی لفت می‌کند. در صورت تمایل، می‌توانید نسخه ای دریافت کنید که شرایط توزیع را داشته باشد و رایگان باشد. با این حال، نسخه‌های غیررایگان در دسترس هستند و ایستگاه‌های کاری و بردهای گرافیکی رایانه شخصی که نسخه‌های غیررایگان تنها مواردی هستند که برای آنها کار می‌کنند. توسعه دهندگان X11 برای مدتی X11 را غیر رایگان کردند. آنها توانستند این کار را انجام دهند زیرا دیگران کد آنها را تحت همان مجوز غیر کپی لفت ارائه کرده بودند.

#### ابزار اشتراک
Shareware نرم‌افزاری است که با مجوز توزیع مجدد نسخه‌ها ارائه می‌شود، اما می‌گوید که هر کسی که به استفاده از یک نسخه ادامه می‌دهد ملزم به پرداخت هزینه است. Shareware یک نرم‌افزار رایگان یا حتی نیمه رایگان نیست. برای اکثر نرم‌افزارهای اشتراکی، کد منبع در دسترس نیست؛ بنابراین، برنامه را نمی‌توان تغییر داد. Shareware با مجوز برای کپی کردن و نصب آن بدون پرداخت هزینه مجوز، از جمله برای فعالیت‌های غیرانتفاعی، ارائه نمی‌شود.

#### نرم‌افزار رایگان
مانند اشتراک‌افزار، نرم‌افزار رایگان نیز نرم‌افزاری است که برای دانلود و توزیع بدون پرداخت اولیه در دسترس است. نرم‌افزار رایگان هرگز هزینه مرتبطی ندارد. مواردی مانند به‌روزرسانی‌های جزئی برنامه و بازی‌های کوچک معمولاً به عنوان نرم‌افزار رایگان توزیع می‌شوند. اگرچه نرم‌افزار رایگان هزینه ای ندارد، اما دارای حق چاپ است، بنابراین افراد دیگر نمی‌توانند نرم‌افزار را به عنوان نرم‌افزار خود به بازار عرضه کنند.

## دسته‌های نرم‌افزار Microsoft TechNet و AIS
این طبقه‌بندی دارای هفت عنصر اصلی است. آنها عبارتند از: پلت فرم و مدیریت، آموزش و مرجع، خانه و سرگرمی، محتوا و ارتباطات، عملیات و حرفه ای، تولید محصول و ارائه خدمات، و خط کسب و کار.
- پلتفرم و مدیریت - زیرساخت‌های دسکتاپ و شبکه و نرم‌افزار مدیریتی که به کاربران اجازه می‌دهد محیط عملیاتی رایانه، قطعات سخت‌افزاری و تجهیزات جانبی و خدمات زیرساخت و امنیت را کنترل کنند.[۵]
- آموزش و مرجع - نرم‌افزار آموزشی که حاوی منابعی مانند فایل‌های آموزشی یا کمکی برای یک برنامه خاص نیست.[۵]
- خانه و سرگرمی - برنامه‌هایی که عمدتاً برای استفاده در خانه یا برای خانه یا برای سرگرمی طراحی شده‌اند.[۵]
- محتوا و ارتباطات - برنامه‌های کاربردی رایج برای بهره‌وری، ایجاد محتوا و ارتباطات. اینها معمولاً شامل مجموعه‌های بهره‌وری اداری، پخش کننده‌های چندرسانه ای، نمایشگرهای فایل، مرورگرهای وب و ابزارهای همکاری هستند.[۵]
- عملیات و حرفه ای - برنامه‌های کاربردی طراحی شده برای استفاده‌های تجاری مانند مدیریت منابع سازمانی، مدیریت روابط با مشتری، زنجیره تأمین و وظایف تولید، توسعه برنامه، مدیریت اطلاعات و دسترسی، و وظایف انجام شده توسط تجهیزات تجاری و فنی.[۵]
- تولید محصول و ارائه خدمات - به کاربران کمک کنید تا محصولات یا خدمات را در صنایع خاص ارائه دهند. دسته‌بندی‌های این بخش توسط سیستم طبقه‌بندی صنعت آمریکای شمالی (NAICS) استفاده می‌شود.

## دسته‌بندی‌های مبتنی بر بازار

### برنامه‌های کاربردی افقی
- واژه پردازی

### برنامه‌های کاربردی عمودی
- خدمات اسکان و غذا
- اداری و پشتیبانی
- پناهگاه حیوانات و نجات حیوانات
- کشاورزی، جنگلداری و شکار
- هنر، سرگرمی و تفریح
- ساخت و ساز
- خدمات آموزشی
- امور مالی و بیمه
- جغرافیایی
- مراقبت‌های بهداشتی و کمک‌های اجتماعی
- اطلاعات
- برنامه‌های داخلی و اختصاصی خط تجاری[۶]
- مدیریت شرکت‌ها و شرکت‌ها
- ساخت
- معادن، استخراج معادن و استخراج نفت و گاز
- پستی و پستی
- خدمات حرفه ای، علمی و فنی
- مدیریت دولتی
- املاک و مستغلات، اجاره و لیزینگ
- خرده فروشی
- خدمات رفاهی
- خدمات مدیریت پسماند و اصلاح
- تجارت عمده فروشی
- حمل و نقل و انبارداری
- سایر خدمات (به جز مدیریت دولتی)[۵]

## منللاغثابع
1. 1 2  "Categories of Free and Nonfree Software - GNU Project - Free Software Foundation (FSF)". Gnu.org. 2012-10-18. Retrieved 2012-11-12.
2. ↑  "Heidelberg - Glossary - O". Directimaging.com. Archived from the original on 10 July 2011. Retrieved 2012-11-12.
3. 1 2 3  "Categories of Free and Nonfree Software - GNU Project - Free Software Foundation (FSF)". Gnu.org. 2012-10-18. Retrieved 2012-11-12.
4. ↑  "Freeware Definition". Techterms.com. Retrieved 2012-11-12.
5. 1 2 3 4 5 6  "This Topic Is No Longer Available". Technet.microsoft.com. Archived from the original on 2008-09-21. Retrieved 2012-11-12.
6. ↑  "This Topic Is No Longer Available". Technet.microsoft.com. Archived from the original on 2008-09-21. Retrieved 2012-11-12.